# Lauterbrunn (Heretsried)
Lauterbrunn ist ein Ortsteil der Gemeinde Heretsried im schwäbischen Landkreis Augsburg (Bayern) mit rund 420 Einwohnern (Stand 2009).

## Geografie

### Geographische Lage
Die Ortschaft liegt etwa 17 Kilometer nordwestlich von Augsburg im Zentrum des Holzwinkels und ist damit ein Bestandteil des Naturparks Augsburg-Westliche Wälder. Umgeben von bewaldeten Erhebungen erstreckt sich Lauterbrunn in einer sogenannten Ausräumungslandschaft. Diese entstand in der letzten Eiszeit durch das abfließende Gletscherschmelzwasser.
Größere Erhebungen in der Nähe von Lauterbrunn sind der Schweinsberg (495 m. ü. NN) im Südwesten, der Schellenberg (529 m. ü. NN) im Süden und der Weiherberg (507 m. ü. NN) im Osten. In der Talebene verlaufen die Fließgewässer Roßgraben und  Honlgraben von Südwesten bzw. Süden durch die Ortschaft in Richtung Affaltern.

### Nachbargemeinden
| Emersacker 3,8 km |                   | Affaltern 2,3 km  |
|                   | Kompass           | Monburg 2,4 km    |
| Welden 6,7 km     | Bonstetten 3,8 km | Heretsried 2,0 km |

## Geschichte
Der Historiker Wolf-Armin von Reitzenstein datiert die Ersterwähnung von „Lutirbrunnon“ auf das Jahr 1143. Andere Quellen gehen davon aus, dass der Ort 1285 in einer Schenkungsurkunde eines Herrn von Bocksberg an das Kloster Kaisheim erstmals in einer Urkunde aufgeführt wird. Die erste Silbe des Ortsnamens geht auf das mittelhochdeutsche Wort „lûter“ (rein oder klar) zurück. Die zweite Silbe stammt vom mittelhochdeutschen „brunne“ (Quelle oder Brunnen) ab. Gemeint ist somit eine Quelle oder ein Brunnen, wo sauberes, klares Wasser fließt.
1335 gab das Kloster den Ort an die Marschälle von Pappenheim ab. Zu dieser Zeit gab es in Lauterbrunn nur wenige Häuser. So zählte man im Jahre 1492 lediglich 15 Feuerstätten.
Aufzeichnungen aus dem Jahre 1565 geben an, dass 10 Sölden von Juden bewohnt wurden. Des Weiteren gab es im Ort eine eigene Judenschule.
1573 verkauften die Marschälle von Pappenheim die Ortschaft an die Fugger. Die Einwohnerzahl von Lauterbrunn wuchs in den darauffolgenden Jahren stark an. So stieg bis zum Jahr 1610 die Zahl der Feuerstätten auf 41. Zu Zeiten des Dreißigjährigen Krieges sank die Einwohnerzahl allerdings wieder, da ein Drittel der Bewohner vor den Schweden bis nach Österreich flohen.
| Jahr | Einwohnerzahl |
| ---- | ------------- |
| 1818 | 250           |
| 1950 | 458           |
| 2009 | 422           |

Anfang des 18. Jahrhunderts hatte sich die Einwohnerzahl wieder erholt und 1721 wurden 46 Feuerstätten in der Ortschaft gezählt. Joseph Rager wurde 1767 zum ersten Bürgermeister von Lauterbrunn ernannt.
Im Zuge der Landkreisreform kam Lauterbrunn am 1. Juli 1972 vom ehemaligen Landkreis Wertingen zum neuen Landkreis Augsburg-West (seit 1. Mai 1973 Landkreis Augsburg). Am 1. Mai 1978 wurde die bis dahin selbstständige Gemeinde schließlich in die Nachbargemeinde Heretsried eingegliedert.

## Wappen
| | Blasonierung: „Im Wellenschnitt schräg geteilt von Blau und Silber; oben der golden gekrönte goldene Großbuchstabe K, unten ein blauer Eisenhut“ |
| Wappenbegründung: Seit dem 3. Juni 1964 führt Lauterbrunn dieses Wappen. Der gekrönte Großbuchstabe K stellt das heraldische Abzeichen des Kaisheimer Klosters dar. Bei dem Eisenhut handelt es sich um die Wappenfigur der Marschälle von Pappenheim. Die schräg verlaufenden Wellenlinie dient zur Versinnbildlichung des Ortsnamens. | |

## Kultur und Sehenswürdigkeiten

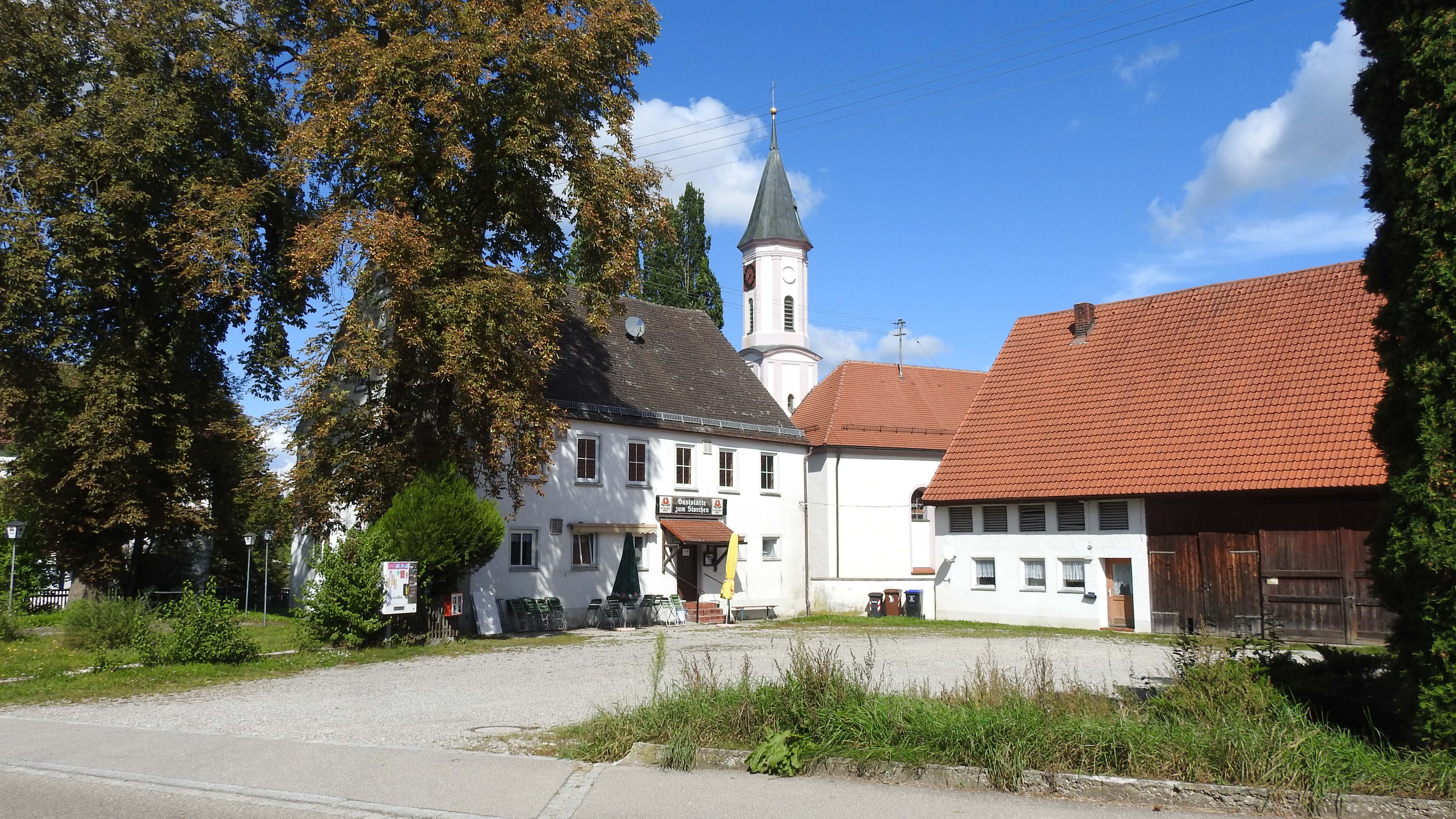
Blick auf den Gasthof Storchen und die Pfarrkirche St. Vitus

Im Zentrum der Ortschaft steht die katholische Pfarrkirche St. Vitus (Hausnummer 13). Sie wurde um das Jahr 1285 errichtet und ist als Baudenkmal in der Bayerischen Denkmalliste eingetragen. Unmittelbar neben der Kirche erstreckt sich der Friedhof von Lauterbrunn. Etwas weiter entfernt vom Ortskern befindet sich am nordöstlichen Ortsrand zudem eine kleine Marienkapelle.
Gegenüber der Pfarrkirche befand sich das alte Pfarrhaus (Hausnummer 14). Der Satteldachbau stammte aus der ersten Hälfte des 18. Jahrhunderts und wurde in der Vergangenheit abgebrochen.

## Wirtschaft und Infrastruktur
Durch Lauterbrunn verläuft in Nord-Süd-Richtung die Staatsstraße 2036. Sie stellt die Hauptstraße der Ortschaft dar und verbindet Lauterbrunn mit den Nachbarortschaften Heretsried und Emersacker. Des Weiteren mündet im Norden von Affaltern kommend die Kreisstraße A 12 in die Staatsstraße 2036 ein.
Gleichzeitig ist Lauterbrunn auch an das überörtliche Wander- und Radwegenetz des Naturparks angebunden und in das Verbundnetz des AVV (Linien 403 und 502) integriert.
Die Wirtschaftsstruktur in Lauterbrunn ist überwiegend land- und forstwirtschaftlich geprägt. Des Weiteren bestehen einige Kleinbetriebe. Größere Gewerbe- oder Industriebetriebe sind nicht ansässig.
Lauterbrunn verfügt über einen Kindergarten mit Kinderkrippe. Schulische Einrichtungen sind dagegen nicht vorhanden. Die gemäß Sprengelpflicht zugeordnete Grundschule befindet sich in Emersacker und die zugeordnete Mittelschule in Welden.